# Anatomisch theater (Leuven)

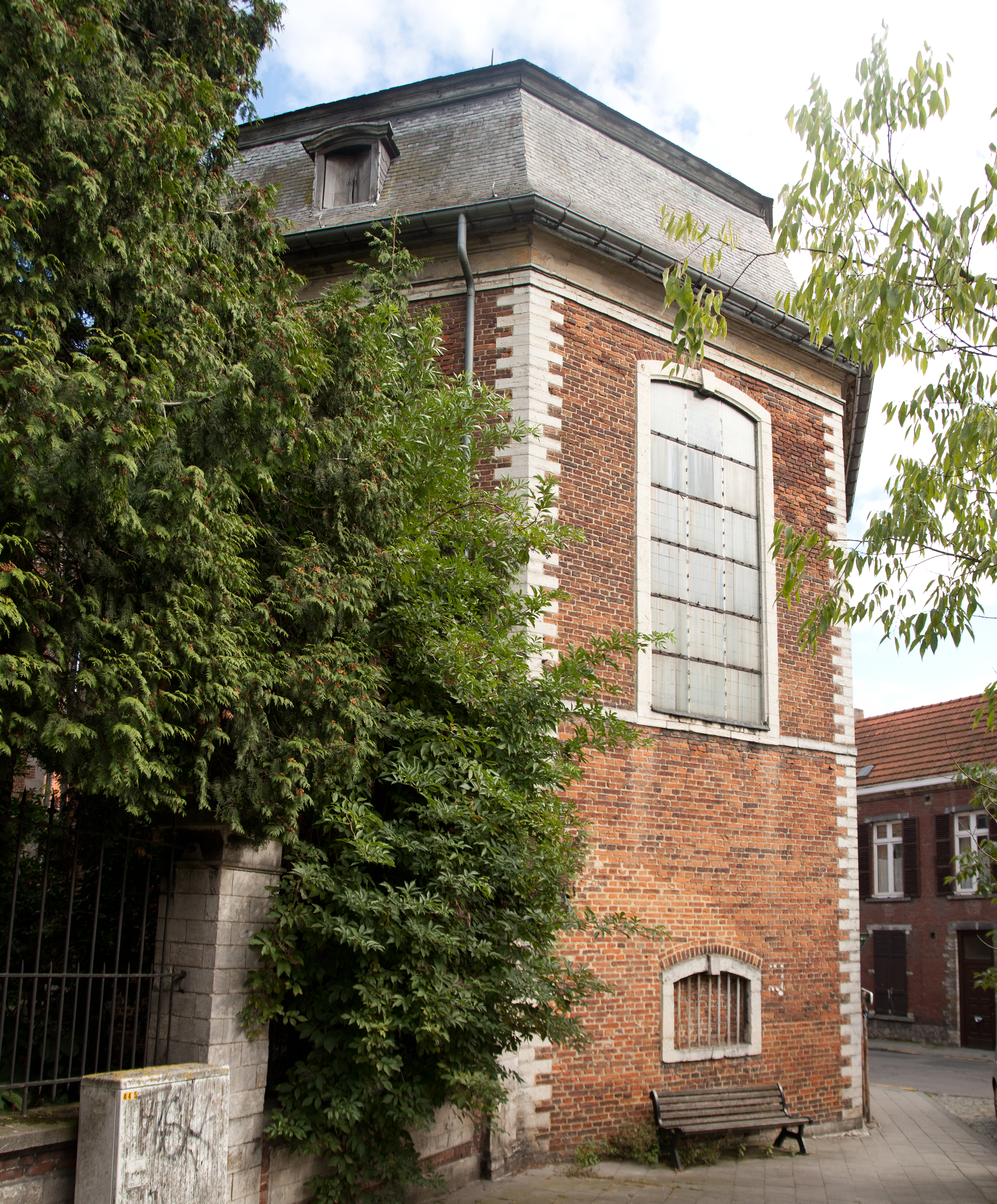
Achthoekig anatomisch theater, niet meer in gebruik sinds 1877

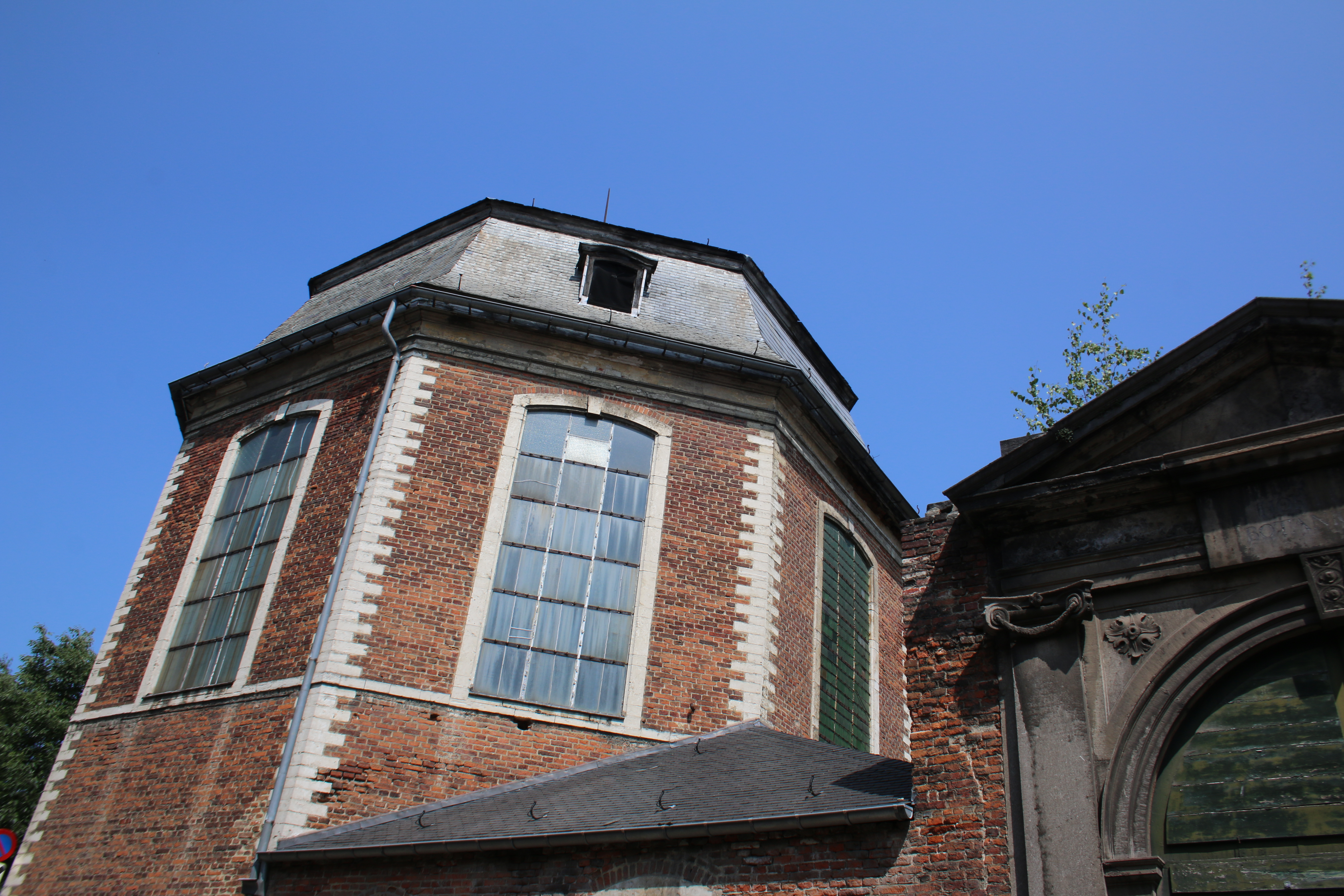
Anatomisch theater met voormalige toegangspoort tot de Botanische tuin

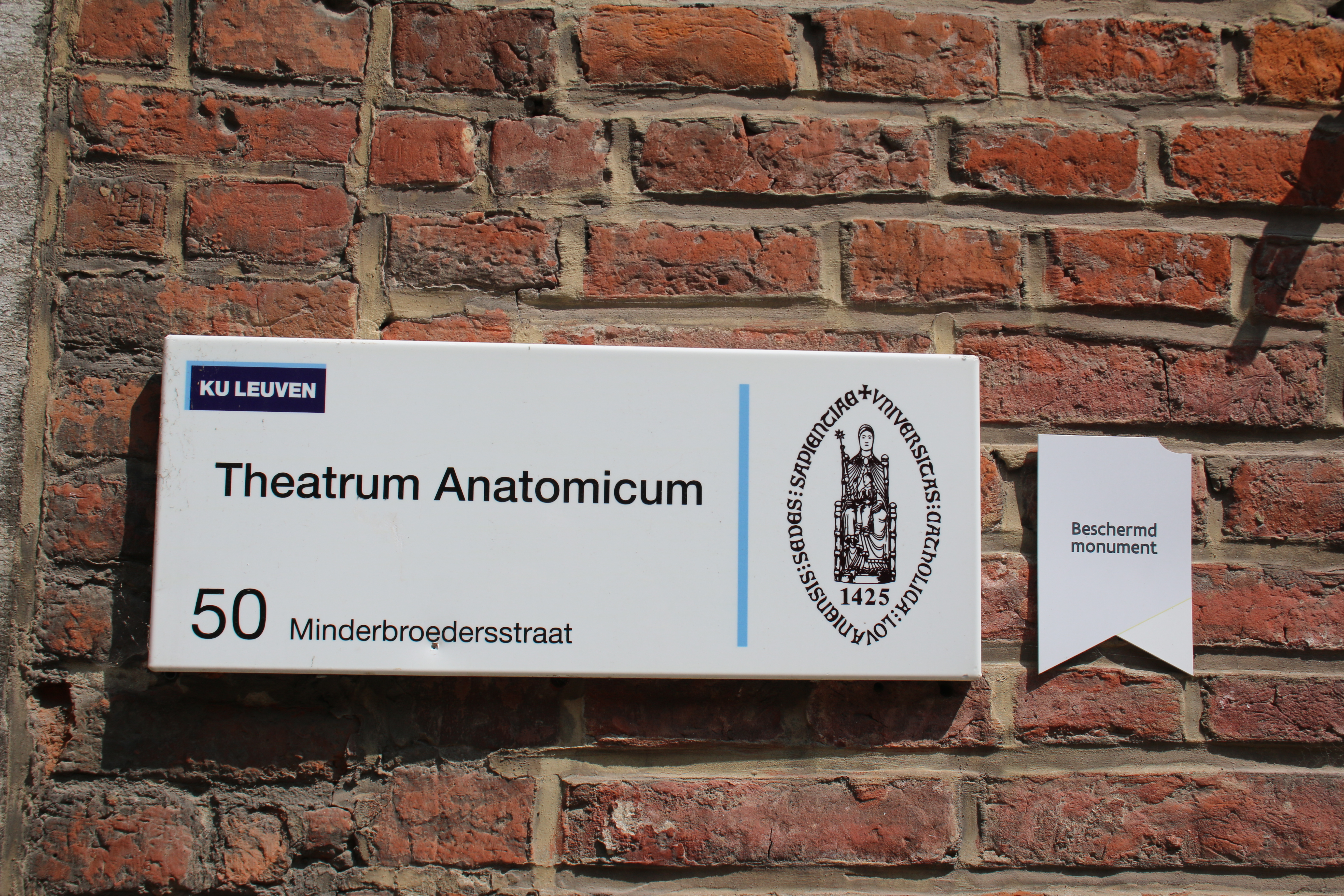
Anatomisch theater

Het voormalig anatomisch theater in de Belgische stad Leuven is gelegen op de hoek Minderbroedersstraat en Kapucijnenvoer. Het was het leslokaal anatomie met snijzaal voor de Universiteit van Leuven (1744-1797), de Rijksuniversiteit Leuven (1818-1835) en de Katholieke Universiteit Leuven (1835-1877).

## Voor 1744
Voor 1744 vonden de lessen anatomie en dissecties plaats in de Lakenhal, in de Naamsestraat in Leuven. Bewoners protesteerden tegen het transport van lijken van opgehangen Leuvenaars door hun straat.

## Anatomisch amfitheater
In 1744 besliste professor Henri-Joseph Rega een anatomisch amfitheater te bouwen voor de Leuvense universiteit. Hij palmde de ingang in van de Kruidtuin, de Hortus Botanicus Lovaniensis. De toegangspoort tot de Kruidtuin werd voortaan de toegang tot het anatomisch amfitheater. Voor de Kruidtuin liet Rega een grotere toegangspoort optrekken (zie foto). Naast het anatomisch theater stond het Godshuis de Vijf Wonden en, aan de overkant, het Godshuis van Heylwegen.
De bekende Leuvense architect Jacques-Antoine Hustin maakte het ontwerp van het achthoekig gebouw. De stijl was Lodewijk XV; het dak werd een mansardedak met een rococo plafond. Vijf anatomische preparaten, afkomstig van 5 opgehangen familieleden veroordeeld voor diefstal, werden overgebracht van de Lakenhal naar het amfitheater. De anatomische lessen gingen er van start in 1744-1745, ten tijde van de Oostenrijkse Nederlanden. De studenten volgden de dissecties van mens (en dier) op houten platforms in een cirkel rond het centrum van het lokaal.
Kanunnik de Nelis bekwam van keizerin Maria-Theresia van Oostenrijk de toestemming om in een zijlokaal een drukkerij(tje) te installeren. Deze deed drukwerk voor de universiteit van Leuven.
In 1797 schafte het Frans bestuur in Leuven de universiteit af. Alle anatomische preparaten verhuisden naar Brussel.
Koning Willem I der Nederlanden stimuleerde in 1818 het universitair onderwijs, met de oprichting van de Rijksuniversiteit in Leuven. De universiteit begon van nul met het samenstellen van een anatomische collectie. Dissecties van overledenen uit het Sint-Pietersgasthuis werden uitgevoerd. Vanaf 1835, met de oprichting van de Katholieke Universiteit Leuven, nam het aantal hoorzittingen in de anatomie toe. Het aantal studenten nam dermate toe in de loop van de 19e eeuw dat de universiteit de toestemming vroeg om het amfitheater uit te bouwen tot een groot pand. Bewoners uit de buurt protesteerden tegen de uitbreiding omdat ze een toename van lijkentransporten verwachtten. Het stadsbestuur weigerde daarom de uitbouw van het anatomisch amfitheater. Derhalve bouwde de universiteit in de Minderbroedersstraat een nieuw Instituut, het Vesaliusinstituut. De gestorvenen van het Sint-Pietersgasthuis konden er rechtstreeks getransporteerd worden, buiten het zicht van de omwonenden. De architect was Joris Helleputte.

## Na 1877
Eind 19e eeuw hield Constantin Meunier, schilder en beeldhouwer, er zijn atelier.
In de 20e eeuw organiseerde de Protestantse Kerk van België er jarenlang erediensten. Thans is het gebouw gerestaureerd en buiten gebruik.